# Carlos Coimbra da Luz
Carlos Coimbra da Luz (ur. 4 sierpnia 1894 w Três Corações, Minas Gerais, zm. 9 lutego 1961 w Rio de Janeiro) – brazylijski polityk związany z Partią Socjaldemokratyczną, przez dwa dni prezydent tego kraju.
Samobójstwo prezydenta Getúlio Vargasa w 1954 wywołało kryzys polityczny. Kiedy następca Vargasa, João Café Filho, ustąpił na dwa miesiące przed upływem kadencji, prezydenturę przejął Coimbra da Luz, przewodniczący Izby Deputowanych (pierwszy w linii sukcesji z uwagi na brak wiceprezydenta), zostając tym samym drugim z trzech przywódców, którzy rządzili krajem w okresie 16 miesięcy.
Administracja Coimbra da Luz przetrwała zaledwie dwa dni, zanim nie została usunięta przez wojsko. Wtedy, aż do bliskiego końca kadencji, prezydentem został przewodniczący Senatu Nereu Ramos.